# ギニアビサウ関係記事の一覧
ギニアビサウ関係記事の一覧（ギニアビサウかんけいきじのいちらん）は、ギニアビサウ関連記事を一覧にしたものである。独立前の関係記事も取り扱う。
- ギニアビサウ出身の人物についてはギニアビサウ人の一覧を参照。

## 英数字・記号
- CFAフラン - 現行の通貨
- 1996年アトランタオリンピック - 同国はこの大会をオリンピックの初出場としている

## あ行
- アフリカ
- アフリカ大陸
- アフリカネイションズカップ
  - アフリカネイションズカップ2017 - この大会で予選を通過している
  - アフリカネイションズカップ2019 - この大会において初の進出を果たした
- アミルカル・カブラル大学
- ウノ島
- エスタジオ・ヴィンチ・イ・クワトロ・デ・セテンブロ
- オスヴァルド・ヴィエイラ国際空港

## か行
- カーボベルデ - 同国に深い関連性を持っている
- カシューナッツ - 生産物
- 河川舟運 - 同国における水運はこれが主体となっている
- カラヴェラ島
- ギニアビサウ・クレオール語
- ギニアビサウ軍
- ギニアビサウ憲法（ポルトガル語版）
- ギニアビサウの行政区画
- ギニアビサウの経済
- ギニアビサウの国際関係（英語版）
- ギニアビサウの首相
- ギニアビサウの政治（ポルトガル語版、英語版）
- ギニアビサウの政党
- ギニアビサウの大統領
- ギニアビサウの地理
- ギニアビサウの都市の一覧
- ギニアビサウの歴史
  - ギニアビサウ独立戦争
  - ギニアビサウ内戦（英語版）
- ギニアビサウ・ペソ - かつて使われていた通貨
- 国家人民議会 (ギニアビサウ)
- コリナス・デ・ボエ大学

## さ行
- サッカーギニアビサウ代表
- サバナ気候
- ジェバ川
- 世界遺産条約 - 2006年5月11日付で批准している

## た行
- トンバリ州

## な行
- 西アフリカ - 同国はこのエリアに位置する

## は行
- ハルマッタン
- バンバラマメ - 生産物
- ピジギチ虐殺（英語版）
- ブバケ島
- フランコフォニー国際機関 - 同国はこの機関に加盟する国家の一つである
- ボラマ島
- ポルトガル - かつての宗主国
- ポルトガル語 - 公用語
- ポルトガル語公用語アフリカ諸国
- ポルトガル語諸国共同体
- ポルトガル領ギニア

## ら行
- ルゾフォニア